# Lüttenhagen
Lüttenhagen ist ein Ortsteil der Gemeinde Feldberger Seenlandschaft im Südosten des Landkreises Mecklenburgische Seenplatte in Mecklenburg-Vorpommern.

## Geografie und Verkehrsanbindung
Lüttenhagen liegt westlich der Stadt Feldberg an der Kreisstraße K 94 und der Landesstraße L 341. Westlich des Ortes erstreckt sich der 69 ha große Dolgener See und südlich das 67 ha große Naturschutzgebiet Heilige Hallen, das Teil des Naturparks Feldberger Seenlandschaft ist.

## Sehenswürdigkeiten

### Baudenkmale
In der Liste der Baudenkmale in Feldberger Seenlandschaft ist für Lüttenhagen ein Baudenkmal aufgeführt:
- Kirche mit Glockenstuhl (Weitendorfer Straße 12)[1]

### Sonstige
- Eiche (auf dem Friedhof) mit einem Brusthöhenumfang von 7,67 m (2016)[2] (Siehe auch Liste der dicksten Eichen in Deutschland#Eichen, Nr. 61)
- Waldmuseum Lütt Holthus[3]
- Paradiesgarten Lüttenhagen[4]

## Persönlichkeiten
- Klaus Borrmann (* 1936), von 1972 bis 2001 Leiter des Forstamts Lüttenhagen